# Polydesmus punctatus
Polydesmus punctatus är en mångfotingart som beskrevs av Peters 1864. Polydesmus punctatus ingår i släktet Polydesmus och familjen plattdubbelfotingar. Inga underarter finns listade i Catalogue of Life.